# 인도 대통령

인도 대통령기

인도 대통령(힌디어: भारत के राष्ट्रपति 바라트 케 라슈트라파티, 영어: President of India)은 인도의 상징이긴 하나 일부만 명예직인 자리이다.
인도 공화국의 정부형태는 내각책임제이기 때문에, 정부수반로서의 권한은 총리에게 있다. 간접 선거로 선출되며 임기는 5년 중임제이며 1번 중임이 가능하고 최대 임기는 10년이다.
현 인도 대통령은 2022년 7월 25일에 취임한 드라우파디 무르무이다.

## 역대 대통령
| 대수 | 대통령 (생몰년)                       | 초상화 | 임기            | 임기                             | 선거      | 정당 (취임시) | 정당 (취임시) | 총리                           |
| 대수 | 대통령 (생몰년)                       | 초상화 | 취임            | 퇴임                             | 선거      | 정당 (취임시) | 정당 (취임시) | 총리                           |
| ---- | ------------------------------------- | ------ | --------------- | -------------------------------- | --------- | ------------- | ------------- | ------------------------------ |
| 1    | 라젠드라 프라사드 (1884 ~ 1963)       |        | 1950년 1월 26일 | 1962년 5월 13일                  | 1952 1957 |               | 인도 국민회의 | 네루                           |
| 2    | 사르베팔리 라다크리슈난 (1888 ~ 1975) |        | 1962년 5월 13일 | 1967년 5월 13일                  | 1962      |               | 무소속        | 네루 난다 샤스트리 난다 간디   |
| 3    | 자키르 후사인 칸 (1897 ~ 1969)        |        | 1967년 5월 13일 | 1969년 5월 3일 ( 직무 중 사망 )  | 1967      |               | 무소속        | 간디                           |
| –    | 바라하기리 벵카타 기리(1894 ~ 1980)   |        | 1969년 5월 3일  | 1969년 7월 20일                  | –         |               | 무소속        | 간디                           |
| –    | 모하마드 히다야툴라 (1905 ~ 1992)     |        | 1969년 7월 20일 | 1969년 8월 24일                  | –         |               |               | 간디                           |
| 4    | 바라하기리 벵카타 기리 (1894 ~ 1980)  |        | 1969년 8월 24일 | 1974년 8월 24일                  | 1969      |               | 무소속        | 간디                           |
| 5    | 파크루딘 알리 아메드 (1905 ~ 1977)    |        | 1974년 8월 24일 | 1977년 2월 11일 ( 직무 중 사망 ) | 1974      |               | 인도 국민회의 | 간디                           |
| –    | BD 자티 (1912–2002)                   |        | 1977년 2월 11일 | 1977년 7월 25일                  | –         |               | 인도 국민회의 | 간디 데사이                    |
| 6    | 닐람 산지바 레디 (1913 ~ 1996)        |        | 1977년 7월 25일 | 1982년 7월 25일                  | 1977      |               | 자나타 당     | 데사이 싱 간디                 |
| 7    | 자일 싱 (1916 ~ 1994)                 |        | 1982년 7월 25일 | 1987년 7월 25일                  | 1982      |               | 인도 국민회의 | 간디                           |
| 8    | 라마스와미 벵카타라만 (1910 ~ 2009)   |        | 1987년 7월 25일 | 1992년 7월 25일                  | 1987      |               | 인도 국민회의 | 간디 싱 셰카르 라오            |
| 9    | 샹카르 다얄 샤르마 (1918 ~ 1999)      |        | 1992년 7월 25일 | 1997년 7월 25일                  | 1992      |               | 인도 국민회의 | 라오 바지파이 데베 고다 구지랄 |
| 10   | 코체릴 라만 나라야난 (1920 ~ 2005)    |        | 1997년 7월 25일 | 2002년 7월 25일                  | 1997      |               | 인도 국민회의 | 구지랄 바지파이                |
| 11   | 압둘 칼람 (1931 ~ 2015)               |        | 2002년 7월 25일 | 2007년 7월 25일                  | 2002      |               | 무소속        | 바지파이 싱                    |
| 12   | 프라티바 파틸 (1934 ~ )               |        | 2007년 7월 25일 | 2012년 7월 25일                  | 2007      |               | 인도 국민회의 | 싱                             |
| 13   | 프라나브 무케르지 (1935 ~ 2020)       |        | 2012년 7월 25일 | 2017년 7월 25일                  | 2012      |               | 인도 국민회의 | 싱 모디                        |
| 14   | 람 나트 코빈드 (1945 ~ )              |        | 2017년 7월 25일 | 2022년 7월 25일                  | 2017      |               | 인도 인민당   | 모디                           |
| 15   | 드라우파디 무르무 (1958 ~ )           |        | 2022년 7월 25일 | 현재                             | 2022      |               | 인도 인민당   | 모디                           |

## 같이 보기
- 인도의 총리